# Stubbskål
Stubbskål (Peziza varia) är en svampart som först beskrevs av Johann Hedwig, och fick sitt nu gällande namn av Elias Fries 1822. Stubbskål ingår i släktet Peziza och familjen Pezizaceae.  Arten är reproducerande i Sverige. Inga underarter finns listade i Catalogue of Life.

## Bildgalleri

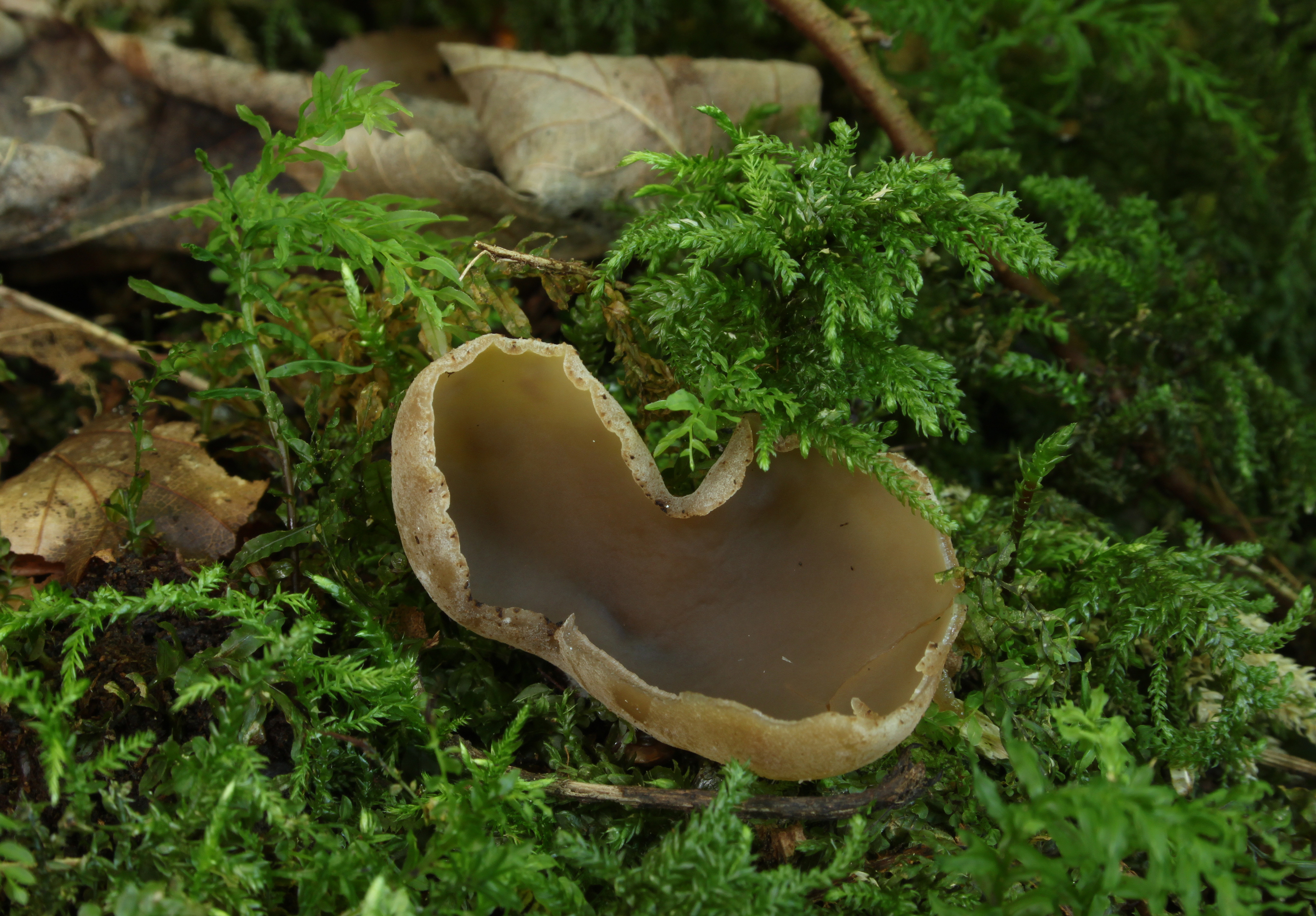
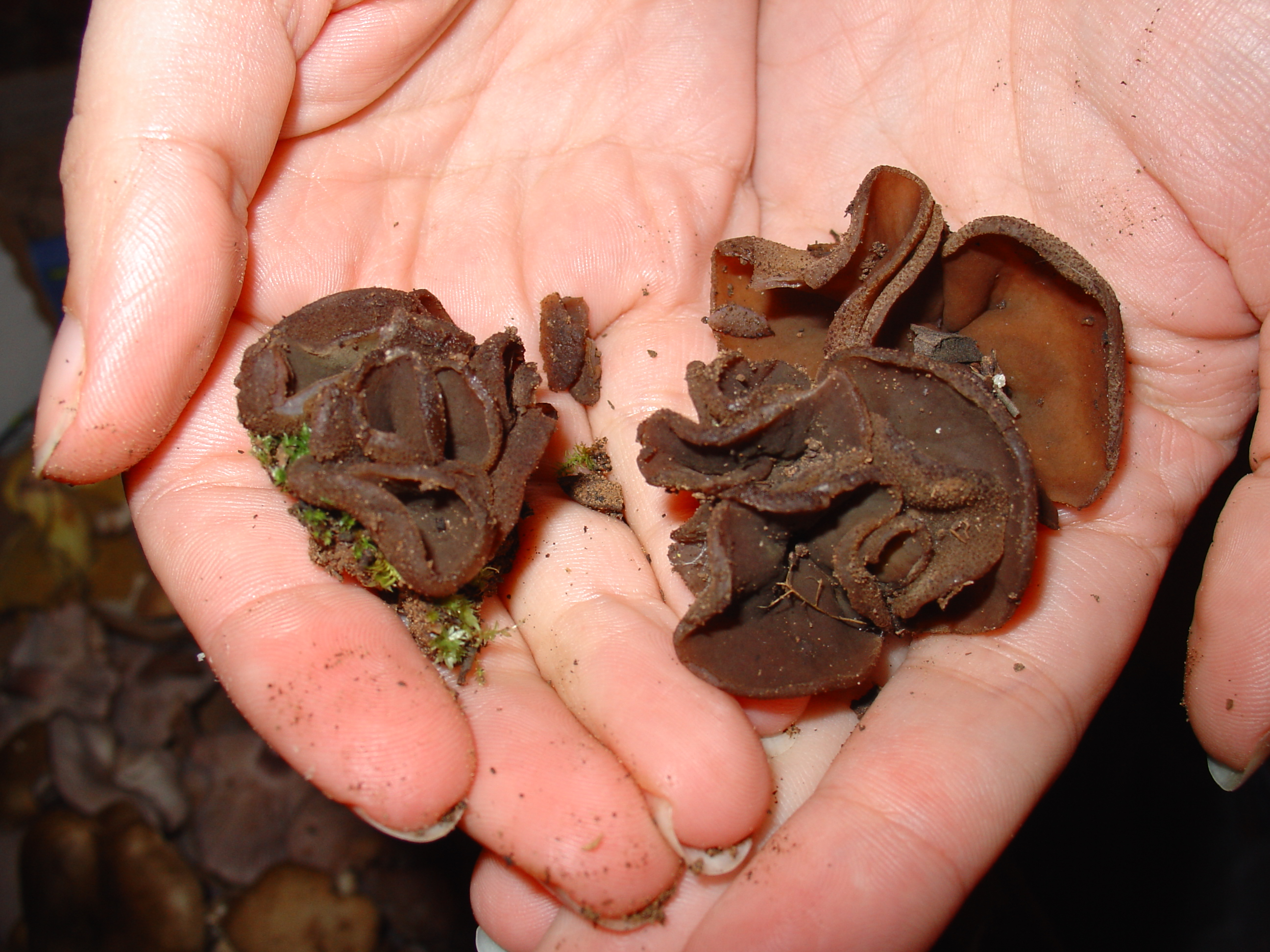